# Лаомедея (супутник)
Лаомедея — нерегулярний супутник планети Нептун з прямим орбітальним обертанням. Названий на честь однієї з нереїд з грецької міфології. Також позначається як Нептун XII. Має приблизний діаметр 42 кілометри.
Супутник Лаомедея був відкритий Метью Голманом, Джоном Кавеларсом, Томмі Гравом, Веслі Фрейзером та Деном Мілісавльовичем на знімках, які були зроблені у серпні 2002 року за допомогою 4-метрового телескопа «Бланко» Міжамериканської обсерваторії Серро Тололо в Чилі. На той час супутник отримав тимчасове позначення S/2002 N 3. Власна назва супутнику була привласнена 3 лютого 2007 року.